# Kassim M'Dahoma
Kassim M'Dahoma (né le 26 janvier 1997 à Marseille) est un footballeur international comorien évoluant au poste de défenseur central au Aubagne FC. Il a aussi la nationalité française.

## Biographie

### Carrière en club
Kassim M'Dahoma évolue dans les catégories de jeunes au FC Côte Bleue jusqu'en 2015 puis à Marseille Consolat où il joue en équipe première à partir de la saison 2016-2017. Il rejoint l'US Boulogne en 2018 puis le Football Bourg-en-Bresse Péronnas 01 l'année suivante. Il devient joueur du SC Lyon en 2020.

### Carrière internationale
Kassim M'Dahoma réalise ses débuts avec l'équipe nationale des Comores lors d'un match amical contre le Togo le 4 juin 2017 (défaite 2-0). Il dispute les qualifications à la Coupe d'Afrique des nations de football 2019, les éliminatoires de la Coupe du monde de football 2022 et les qualifications à la Coupe d'Afrique des nations de football 2021,.